# Veríssimo Correia Seabra
Veríssimo Correia Seabra (Bissau, 16 de febrer de 1947 – 6 d'octubre de 2004) va ser un militar de Guinea Bissau, conegut per liderar el cop d'estat que va deposar Kumba Ialá el 14 de setembre de 2003.

## Biografia
Correia Seabra va néixer a Bissau el 16 de febrer de 1947, i pertanyia al grup ètnic minoritari dels papels. El seu pare era capverdià i la seva mare pertanyia a l'ètnia dels manjacs.
En 1963, als 16 anys, Correia Seabra va adherir al Partit Africà per la Independència de Guinea i Cap Verd (PAIGC) com s guerriller per lluitar contra el domini colonial portuguès. Tres anys més tard, va ser enviat para Bulgària per estudiar enginyeria electrònica. En 1971 va anar a una escola d'artilleria en la Unió Soviètica.
En tornar a Guinea Bissau durant la guerra per la independència, va passar a ser responsable d'una unitat d'artilleria propera a la frontera amb Guinea. El 1976 va ser enviat a Portugal per al seu entrenament com a oficial. Es va exercir com a cap adjunt del contingent militar de Guinea Bissau de la missió de les Nacions Unides a Angola de 1991 a 1992. Dos anys més tard va ser nomenat cap d'operacions en l'alt comandament militar.

### Conflicte
Correia Seabra es va unir al general Ansumane Mané en l'aixecament de 1998 contra el president João Bernardo Vieira i que va originar una curta però sagnant guerra civil. Va estar implicat de nou en el cop d'estat militar de maig de 1999, que va obligar al president Vieira a abandonar el poder. Poc després, es va convertir en cap de personal de les Forces Armades de Guinea Bissau i va ser nomenat ministre de Defensa al govern del president Kumba Ialá el 19 de febrer de 2000. En novembre de 2000 Mané intentà substituir Correia Seabra com a cap de personal i el va posar sota arrest domiciliari, però Correia Seabra va escapar i es produí una lluita; Mané va morir en un enfrontament amb forces del govern una setmana més tard. Correia Seabra es va mantenir en el seu càrrec.

## Controvèrsia pel pagament dels soldats
Com el comportament de Ialá esdevingué més erràtica i el govern va deixar de pagar uns mesos de salaris deguts als soldats, va advertir al president que els militars es veurien obligats a intervenir novament a menys que els paguessin els sous. Correia Seabra va dirigir el cop d'estat que va enderrocar Kumba Ialá el 14 de setembre de 2003. Va ser ben rebut per la majoria dels guineans mentre provocava la condemna de la comunitat internacional. El seu primer acte com a cap del Comitè Militar de 32 membres per al restabliment de l'ordre constitucional i democràtic va ser convocar una reunió de líders polítics, religiosos, i de la societat civil per escollís un nou govern dirigit per civils que es s'encarregaria de la convocatòria d'eleccions.
Henrique Rosa va ser nominat per encapçalar el govern provisional i es va convertir en president el 28 de setembre de 2003. Seabra va continuar servint com a president del Consell Nacional de Transició. El 28 de març de 2004 es van convocar les eleccions parlamentàries lliures i justes

### Mort
El 6 d'octubre de 2004 un motí pels soldats amb salaris pendents de pagament es va tornar violent. Veríssimo Correia Seabra, juntament amb un ajudant, el tinent coronel Domingos Barros, van ser detinguts i colpejats fins a la mort per soldats rebels.